# Archamia biguttata
Archamia biguttata és una espècie de peix pertanyent a la família dels apogònids.

## Descripció
- Pot arribar a fer 11 cm de llargària màxima.
- 7 espines i 9 radis tous a l'aleta dorsal i 2 espines i 16-17 radis tous a l'anal.[6][7]

## Hàbitat
És un peix marí, associat als esculls i de clima tropical (30°N-15°S) que viu entre 0-33 m de fondària (normalment, entre 0-15).

## Distribució geogràfica
Es troba al Pacífic occidental: des de Sumatra fins a Samoa, les illes Ryukyu, Palau i les illes Mariannes.

## Observacions
És inofensiu per als humans.